# گیلورد (کانزاس)
گیلورد (به انگلیسی: Gaylord) شهری در ایالت کانزاس کشور ایالات متحده آمریکا است که جمعیت آن در سرشماری سال ۲۰۱۰ میلادی، ۱۱۴ نفر بوده‌است.